# 1757
- Wikisource

| Calendário gregoriano                                                        | 1757 MDCCLVII                        |
| Ab urbe condita                                                              | 2510                                 |
| Calendário arménio                                                           | 1206 – 1207                          |
| Calendário bahá'í                                                            | -87 – -86                            |
| Calendário budista                                                           | 2301                                 |
| Calendário chinês                                                            | 4453 – 4454 Início a 18 de fevereiro |
| Calendário copta                                                             | 1473 – 1474                          |
| Calendário etíope                                                            | 1749 – 1750                          |
| Calendários hindus - Vikram Samvat - Calendário nacional indiano - Cáli Iuga | 1812 – 1813 1678 – 1679 4857 – 4858  |
| Calendário Holoceno                                                          | 11757                                |
| Calendário islâmico                                                          | 1170 – 1172                          |
| Calendário judaico                                                           | 5517 – 5518                          |
| Calendário persa                                                             | 1135 – 1136                          |
| Calendário rúnico                                                            | 2007                                 |
| Calendário solar tailandês                                                   | 2300                                 |

1757 (MDCCLVII, na numeração romana)  foi um ano comum do século XVIII do actual Calendário Gregoriano, da Era de Cristo, e a sua letra dominical foi B (52 semanas), teve início a um sábado e terminou também a um sábado.
| Ano completo                   |
| ------------------------------ |
| Ano comum com início ao sábado |

## Eventos
- 8 de Abril - Inauguração do Santuário do Bom Jesus de Matosinhos, por Feliciano Mendes, em Congonhas, Minas Gerais, com a celebração do primeiro Jubileu do Senhor Bom Jesus
- 9 de julho, Um grande terramoto atinge a ilha de São Jorge, Açores, registado na história como o Mandado de Deus. Foi um dos mais violentos terramotos de que há registo nos Açores, causou destruição generalizada e deu forma a muitas fajãs, entre elas a da Fajã da Caldeira de Santo Cristo[nt 1].
- 9 de Julho, O Mandado de Deus causa grandes estragos na Igreja de Santa Bárbara das Manadas, Manadas, Velas, templo classificado como Monumento Nacional.
- 9 de Julho destruição do Convento de São Diogo, vila da Calheta, pelo “O Mandado de Deus”.
- 9 de Julho, destruição da Igreja de Santo Antão do concelho da Calheta, pelo Mandado de Deus. Depois de reconstruído foi elevado a paróquia em 1888.[1]
- 9 de Julho destruição da Igreja de São Tiago Maior, da Ribeira Seca, pelo Mandado de Deus, templo que datava do século XVI.
- 9 de Julho, o Mandado de Deus destrói a Ermida de São Lázaro, que neste mesmo ano daria lugar à Igreja de São Lázaro, no Norte Pequeno. Sob a iniciativa do padre Nicolau António Silveira, deu-se início a reconstrução, tendo nascido a actual igreja. As obras foram efectuadas por José de Avelar de Melo e terminadas 1761.[1]
- Inicio da construção da Ermida de Santa Rita de Cássia das Manadas, graças ao testamento do Capitão Antão de Ávila Pereira, feito em 8 de junho de 1757. As obras terminam um ano depois, 1758.[1][2]
- Inicio da construção do Porto da Calheta, Vila da Calheta, ilha de São Jorge, cuja colocação do primeiro farolim só ocorreria em 1872.

## Nascimentos
- 27 de Janeiro - Gomes Freire de Andrade, militar português (m. 1817)
- 9 de Agosto - Thomas Telford, engenheiro escocês (m. 1834)
- 28 de Novembro - William Blake, poeta, pintor e gravador inglês (m. 1827)
- 7 de Junho - Georgiana Cavendish, Duquesa de Devonshire         (m.1806)
- 6 de Setembro - Marquês de La Fayette, aristocrata e militar francês (m. 1834)

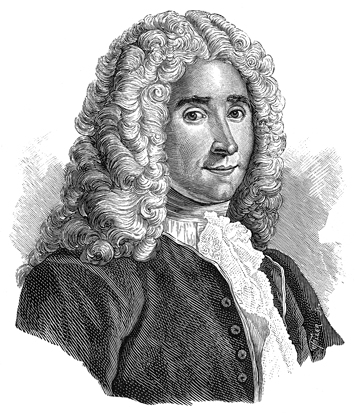
René-Antoine Ferchault de Réaumur, 1683-1757.

## Mortes
- 17 de Outubro - René-Antoine Ferchault de Réaumur, cientista francês (n. 1683).

## Por tema
- 1757 na ciência
- 1757 na literatura